# Maleise weekschildpad
De Maleise weekschildpad (Dogania subplana) is een schildpad uit de familie weekschildpadden (Trionychidae). 

## Naam en indeling
De wetenschappelijke naam van de soort werd voor het eerst voorgesteld door Étienne Geoffroy Saint-Hilaire in 1909. Oorspronkelijk werd de wetenschappelijke naam Trionyx subplanus gebruikt. Het is de enige soort uit het geslacht Maleise weekschildpadden (Dogania).

## Uiterlijke kenmerken
De maximale rugschildlengte is 35 centimeter en op het midden van het schild is een lichte kiel aanwezig die meestal donkerder van kleur is. Het buikschild heeft een overwegend gele kleur. Zowel de kop en poten, maar vooral de nek, zijn zeer breed. De naden tussen de schildplaten zijn flexibel waardoor de kop in het schild kan worden geborgen. De punt van de neus is sterk verlengd en heeft twee grote neusgaten. De kop is enigszins omlaag gekromd. Het schild van deze soort is opvallend plat en klein en steekt nergens uit, op de bovenzijde van het schild van oudere dieren zijn lichte, dwarse plooien zichtbaar op de bovenzijde van het schild. 
Jongere dieren hebben een tekening van twee of drie paren oog-achtige vlekken op het midden van het schild, die afsteken vanwege de lichtere, meestal gele omzoming. Ook hebben jongere dieren groene voorpoten en een geeloranje vlek achter de ogen, maar al deze kleuren, vlekken en tekeningen verdwijnen met de jaren. Jongere dieren zijn ook meer bruin gekleurd en hebben donkere strepen op de kop, oudere dieren neigen meer naar grijs of groen. De kleur van de kop en ledematen is variabel en kan zowel groen, grijs, bruin of zwart zijn met donkere strepen. 
Mannetjes zijn van vrouwtjes te onderscheiden door een langere en dikkere staart.

## Verspreiding en habitat
De Maleise weekschildpad komt voor in delen van Azië en leeft in de landen Indonesië (in de deelgebieden Borneo, Java, Natuna Besar, Singkep en Sumatra), westelijk Maleisië, Myanmar, Singapore en Thailand. 
Bioloog De Rooij beschreef in 1915 ook een exemplaar op de Filipijnen, maar of de soort daar ooit geleefd heeft, laat staan nog steeds voorkomt, wordt als onwaarschijnlijk beschouwd.
In tegenstelling tot veel andere weekschildpadden heeft deze soort een voorkeur voor meer stenige ondergronden dan modderige bodems. Ook prefereert de soort wat snelstromende wateren, waar zijn zeer gestroomlijnde schild meer geschikt voor is. Het water dient wel helder en niet te diep te zijn en schuilplaatsen als onregelmatige stenen onder water zijn een vereiste, ook hier komt het platte, compacte en flexibele schild van pas omdat de schildpad zich beter onder een steen of in een spleet kan manoeuvreren.
Hoewel er veel exemplaren in andere biotopen zijn aangetroffen, zijn bergbeken het meest geschikte biotoop. 

## Levenswijze

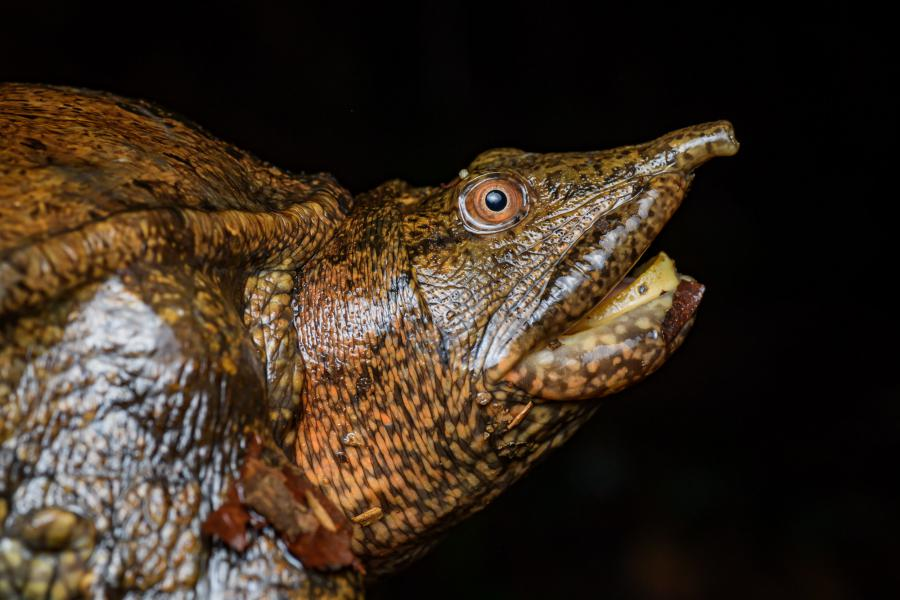
Detail van de kop.

De schildpad is sterk aan water gebonden en komt er zelden uit, ook niet om te zonnen. Het is een omnivoor; het voedsel bestaat uit vissen, kreeftachtigen en grotere ongewervelden die in het water worden gevangen en gegeten. De kaken zijn daarnaast waarschijnlijk gespecialiseerd in het kraken van de huisjes van weekdieren zoals tweekleppigen. Daarnaast worden ook algen en in het water gevallen fruit gegeten. Overdag schuilt de Maleise weekschildpad in het water en komt pas tijdens de schemering uit zijn schuilplaats om te gaan jagen. Over de voortplanting is weinig bekend.
De vrouwtjes zetten relatief weinig eieren af, zo'n drie tot zeven. De eieren zijn ongeveer 22 millimeter breed en 31 mm lang. De eieren zijn wit vabn kleur en hebben een harde schaal. Ze komen na ongeveer 70 dagen uit bij een temperatuur van 28 graden Celsius. 

## Bedreiging en beschermingsstatus
De Maleise weekschildpad wordt bedreigd door het verzamelen van de eieren en de volwassen schildpadden voor consumptie. In China is het de op een na meest aangeboden soort in restaurant. Jongere dieren worden vaak gevangen voor de handel in exotische dieren. In 1998 alleen al werden in Indonesië volgens officiële cijfers 13.000 exemplaren uitgevoerd.
Daarnaast is de lokale visserij verantwoordelijk voor veel milieuschade door het vissen met explosieven en giftige chemicaliën. Door de internationale natuurbeschermingsorganisatie IUCN is de beschermingsstatus 'veilig' toegewezen (Least Concern of LC).